# National Basketball Association 1993-1994
La stagione della National Basketball Association 1993-1994 fu la 48ª edizione del campionato NBA. La stagione si concluse con la vittoria degli Houston Rockets, che sconfissero i New York Knicks per 4-3 nelle finali NBA.

## Squadre partecipanti
- Atlanta Hawks
- Boston Celtics
- Charlotte Hornets
- Chicago Bulls
- Cleveland Cavaliers
- Dallas Mavericks
- Denver Nuggets
- Detroit Pistons
- G.S. Warriors
- Houston Rockets
- Indiana Pacers
- L.A. Clippers
- L.A. Lakers
- Miami Heat

- Milwaukee Bucks
- Minnesota T'wolves
- N.J. Nets
- N.Y. Knicks
- Orlando Magic
- Phoenix Suns
- Philadelphia 76ers
- Portland T. Blazers
- Sacramento Kings
- San Antonio Spurs
- Seattle S.Sonics
- Utah Jazz
- Washington Bullets

## Classifica finale

### Eastern Conference
| Squadra            | V  | P  | %    | GB |
| ------------------ | -- | -- | ---- | -- |
| New York Knicks    | 57 | 25 | 69,5 | -  |
| Orlando Magic      | 50 | 32 | 61,0 | 7  |
| New Jersey Nets    | 45 | 37 | 54,9 | 12 |
| Miami Heat         | 42 | 40 | 51,2 | 15 |
| Boston Celtics     | 32 | 50 | 39,0 | 25 |
| Philadelphia 76ers | 25 | 57 | 30,5 | 32 |
| Washington Bullets | 24 | 58 | 29,3 | 33 |

| Squadra             | V  | P  | %    | GB |
| ------------------- | -- | -- | ---- | -- |
| Atlanta Hawks       | 57 | 25 | 69,5 | -  |
| Chicago Bulls       | 55 | 27 | 67,1 | 2  |
| Cleveland Cavaliers | 47 | 35 | 57,3 | 10 |
| Indiana Pacers      | 47 | 35 | 57,3 | 10 |
| Charlotte Hornets   | 41 | 41 | 50,0 | 16 |
| Milwaukee Bucks     | 20 | 62 | 24,4 | 37 |
| Detroit Pistons     | 20 | 62 | 24,4 | 37 |

### Western Conference
| Squadra                | V  | P  | %    | GB |
| ---------------------- | -- | -- | ---- | -- |
| Houston Rockets C      | 58 | 24 | 70,7 | -  |
| San Antonio Spurs      | 55 | 27 | 67,1 | 3  |
| Utah Jazz              | 53 | 29 | 64,6 | 5  |
| Denver Nuggets         | 42 | 40 | 51,2 | 16 |
| Minnesota Timberwolves | 20 | 62 | 24,4 | 38 |
| Dallas Mavericks       | 13 | 69 | 15,9 | 45 |

| Squadra                | V  | P  | %    | GB |
| ---------------------- | -- | -- | ---- | -- |
| Seattle SuperSonics    | 63 | 19 | 76,8 | -  |
| Phoenix Suns           | 56 | 26 | 68,3 | 7  |
| Golden State Warriors  | 50 | 32 | 61,0 | 13 |
| Portland Trail Blazers | 47 | 35 | 57,3 | 16 |
| Los Angeles Lakers     | 33 | 49 | 40,2 | 30 |
| Sacramento Kings       | 28 | 54 | 34,1 | 35 |
| Los Angeles Clippers   | 27 | 55 | 32,9 | 36 |

## Vincitore
| Campione NBA 1993-1994      |
| --------------------------- |
| Houston Rockets (1º titolo) |

## Statistiche
| Categoria             | Giocatore          | Squadra                | Stat |
| --------------------- | ------------------ | ---------------------- | ---- |
| Punti per gara        | David Robinson     | San Antonio Spurs      | 29,8 |
| Rimbalzi per gara     | Dennis Rodman      | San Antonio Spurs      | 17,3 |
| Assist per gara       | John Stockton      | Utah Jazz              | 12,6 |
| Palle rubate per gara | Nate McMillan      | Seattle SuperSonics    | 3,0  |
| Stoppate per gara     | Dikembe Mutombo    | Denver Nuggets         | 4,1  |
| FG%                   | Shaquille O'Neal   | Orlando Magic          | 59,9 |
| FT%                   | Mahmoud Abdul-Rauf | Denver Nuggets         | 95,6 |
| 3FG%                  | Tracy Murray       | Portland Trail Blazers | 45,9 |

## Premi NBA
- NBA Most Valuable Player Award: Hakeem Olajuwon, Houston Rockets
- NBA Rookie of the Year Award: Chris Webber, Golden State Warriors
- NBA Defensive Player of the Year Award: Hakeem Olajuwon, Houston Rockets
- NBA Sixth Man of the Year Award: Dell Curry, Charlotte Hornets
- NBA Most Improved Player Award: Don MacLean, Washington Bullets
- NBA Coach of the Year Award: Lenny Wilkens, Atlanta Hawks
- NBA Executive of the Year Award: Bob Whitsitt, Seattle SuperSonics
- All-NBA First Team:
  - F - Karl Malone, Utah Jazz
  - F - Scottie Pippen, Chicago Bulls
  - C - Hakeem Olajuwon, Houston Rockets
  - G - John Stockton, Utah Jazz
  - G - Latrell Sprewell, Golden State Warriors
- All-NBA Second Team:
  - F - Shawn Kemp, Seattle SuperSonics
  - F - Charles Barkley, Phoenix Suns
  - C - David Robinson, San Antonio Spurs
  - G - Mitch Richmond, Sacramento Kings
  - G - Kevin Johnson, Phoenix Suns
- All-NBA Third Team:
  - F - Derrick Coleman, New Jersey Nets
  - F - Dominique Wilkins, Atlanta Hawks/Los Angeles Clippers
  - C - Shaquille O'Neal, Orlando Magic
  - G - Mark Price, Cleveland Cavaliers
  - G - Gary Payton, Seattle SuperSonics
- All-Defensive First Team:
  - F - Charles Oakley, New York Knicks
  - F - Scottie Pippen, Chicago Bulls
  - C - Hakeem Olajuwon, Houston Rockets
  - G - Mookie Blaylock, Atlanta Hawks
  - G - Gary Payton, Seattle Supersonics
- All-Defensive Second Team:
  - F - Dennis Rodman, San Antonio Spurs
  - F - Horace Grant, Chicago Bulls
  - C - David Robinson, San Antonio Spurs
  - G - Latrell Sprewell, Golden State Warriors
  - G - Nate McMillan, Seattle Supersonics
- All-Rookie First Team:
  - Isaiah Rider, Minnesota Timberwolves
  - Anfernee Hardaway, Orlando Magic
  - Chris Webber, Golden State Warriors
  - Jamal Mashburn, Dallas Mavericks
  - Vin Baker, Milwaukee Bucks
- All-Rookie Second Team:
  - Dino Rađa, Boston Celtics
  - Toni Kukoč, Chicago Bulls
  - Shawn Bradley, Philadelphia 76ers
  - Lindsey Hunter, Detroit Pistons
  - Nick Van Exel, Los Angeles Lakers